# Polyommatus thersites
Azuré de l'esparcette, Azuré de Chapman
Espèce
L’Azuré de l'esparcette ou Azuré de Chapman (Polyommatus  thersites) est une espèce de lépidoptères de la famille des Lycaenidae et de la sous-famille des Polyommatinae.

## Description
C'est un petit papillon qui présente un dimorphisme de génération et un dimorphisme sexuel. Pour la première génération le dessus est bleu avec des ailes postérieures grisées et chez la femelle une ligne sub marginale de points de couleur orange. La génération estivale de la femelle est marron avec la même  ligne sub marginale de points de couleur orange alors qu'elles sont absentes chez le mâle plus clair.
Le revers est ocre marqué de points noirs cerclés de blanc et orné d'une ligne sub marginale de points de couleur orange.

### Espèces proches
Plusieurs Polyommatinae ont soit leur recto soit leur verso qui prêtent à confusion. L'étude du recto et du verso permet de distinguer les différences.

## Biologie

### Période de vol et hivernation
Il hiverne au stade de jeunes chenilles qui sont soignées par des fourmis: Lasius alienus, Myrmica scabrinodis et Tapinoma erraticum.
Il vole en deux générations, d'avril à juin puis de juin à août.

### Plantes hôtes
Ses plantes hôtes sont des Onobrychis : Onobrychis caput-galli, Onobrychis peduncularis, Onobrychis viciifolia.

## Écologie et distribution
Il est présent au Maroc, dans le sud-est de l'Europe, en Espagne, en France, en Italie, jusqu'au 51°N en Allemagne, en Sicile, en Turquie, Asie Mineure et dans le centre de l'Asie (Tian Shan),.
En France métropolitaine, il serait présent dans presque tous les départements de la moitié est des Hautes-Pyrénées aux Ardennes. Il est absent de Corse. En Haute-Normandie, Pays-de-Loire et Poitou-Charentes, il n'a pas été retrouvé depuis 1980.

### Biotope
Son habitat est constitué de lieux broussailleux secs et chauds.

## Systématique
L'espèce Polyommatus  thersites a été décrite par l'entomologiste Louis Prosper Cantener en 1834 sous le nom initial d'Argus alexis thersites. La localité de référence est le massif des Vosges.

### Synonyme
Il existe de très nombreux synonymes pour cette espèce dont
Plebicula thersites (Cantener, 1835).

### Sous-espèces
- Polyommatus thersites thersites dans le sud de l'Europe et jusqu'en Sibérie
- Polyommatus thersites orientis (Sheljuzhko, 1928) en Asie dans l'Altaï[2].

## Noms vernaculaires
- en français : l'Azuré de l'esparcette, l'Azuré de Chapman, ou (plus rarement) l'Argus bleu roi
- en anglais : Chapman's Blue
- en allemand : Kleine Esparsetten-Bläuling
- en espagnol : Celda Limpia

## L'Azuré de l'esparcette et l'Homme

### Protection
Pas de statut de protection particulier.